# 重村智計
重村 智計（しげむら としみつ、1945年9月30日 - ）は、日本の学者・ジャーナリスト、東京通信大学名誉教授、早稲田大学名誉教授、延世大学校客員教授、同徳女子大学校客員教授、毎日新聞客員編集委員。日本ニュース時事能力検定協会理事。
元毎日新聞社記者。2000年（平成12年）に同社退職後は拓殖大学に移り、2004年（平成16年）より2016年（平成28年）まで早稲田大学国際教養学部教授。朝鮮半島情勢を主な専門分野とし、北朝鮮問題に関する分析を行う。関連の著書やテレビ出演もある。

## 略歴
- 1945年 中国遼寧省丹東で出生[1]。
- 1969年[2] 桐朋高等学校[9]を経て早稲田大学法学部法律学科卒業[2]、シェル石油（現出光興産）に入社[10]。
- 1971年毎日新聞社に入社[8][1]。
- 1975年 韓国高麗大学校大学院研究生（ - 1976年）[2]
- 1979年 ソウル特派員（ - 1985年）[2]
- 1985年 米国スタンフォード大学研究員（ - 1986年）[2]
- 1989年 ワシントン特派員（ - 1994年）[2]
- 1994年 毎日新聞論説委員（ - 2000年）[2]
- 2000年 毎日新聞社を退社、拓殖大学国際開発学部教授（ - 2004年）[2][8]
- 2004年[5] 早稲田大学国際教養学部教授[2]（ - 2016年3月）[5]
- 2018年 東京通信大学教授[3]
- 2022年 東京通信大学名誉教授[11]

## 人物
- 2002年（平成14年）および2009年（平成21年）に、北朝鮮による日本人拉致問題解決を求める意見広告をニューヨーク・タイムズや韓国大手紙に掲載した「意見広告7人の会」呼びかけ人の一人である（残りの6人は有田芳生、勝谷誠彦、加藤哲郎、高世仁、日垣隆、湯川れい子）。
- 下川正晴は、1980年代以降の日本における、現実ウオッチングに基づくコリア報道の先駆者として、産経新聞の黒田勝弘と共に重村を挙げている[12]。
- 南北朝鮮について、「私は、普通の韓国人と朝鮮人が好きだ。韓国人記者には、新聞記者の信念と取材方法を教えてもらった。権力欲を持たず工作活動に従事しない韓国人と朝鮮人は、素朴で正直で素敵な人たちだった。韓国と北朝鮮には、尊敬すべき一流の人間がいる。日本では政治家から暴力団まで二、三流の人間が、南北朝鮮に関わりすぎる。韓国の一流の人間が、日本の二流、三流の人間を相手にする現実は、構造的な悲劇である。工作と運動、詐欺師ウソつきが絶えず、尊敬できない政治家や学者、宗教家が工作や運動に協力し、「拉致はない」とウソをついた。現代史を知る一流の日本人と、一流の韓国・朝鮮人との付き合いが大切だ」と語っている[13]。

## 著作

### 単著
- 『韓国人はほんとに日本人が嫌いか』講談社、1987年12月。ISBN 4-06-203250-3。
- 『韓国がわかる最新ソウル語情報』講談社、1988年8月。ISBN 4-06-203970-2。
- 『朝鮮病と韓国病　「差別」問題のタブーを明かす』光文社〈カッパ・ブックス〉、1997年3月。ISBN 4-334-00581-0。
- 『北朝鮮データブック』講談社〈講談社現代新書〉、1997年6月。ISBN 4-06-149359-0。 - 年表あり。
  - 『最新・北朝鮮データブック　先軍政治、工作から核開発、ポスト金正日まで』講談社〈講談社現代新書〉、2002年11月。ISBN 4-06-149636-0。 - 『北朝鮮データブック』の改訂。
- 『韓国ほど大切な国はない』東洋経済新報社、1998年11月。ISBN 4-492-21107-1。
- 『日米文明の衝突　病人同士は憎み合う』光文社〈カッパ・ブックス〉、1999年3月。ISBN 4-334-00645-0。
- 『南北統一』小学館文庫〈21世紀論点シリーズ 9〉、2000年9月。ISBN 4-09-404007-2。
- 『北朝鮮の外交戦略』講談社〈講談社現代新書〉、2000年11月。ISBN 4-06-149526-7。
- 『金正日とビンラディン』小学館文庫、2002年3月。ISBN 4-09-402646-0。
- 『外交敗北　日朝首脳会談と日米同盟の真実』講談社、2006年6月。ISBN 4-06-213505-1。
- 『朝鮮半島「核」外交　北朝鮮の戦術と経済力』講談社〈講談社現代新書〉、2006年12月。ISBN 4-06-149869-X。
- 『北朝鮮はなぜ潰れないのか』ベストセラーズ〈ベスト新書〉、2007年7月。ISBN 978-4-584-12157-3。
- 『「今の韓国・北朝鮮」がわかる本　本当はヤバイ韓国経済!世界の最貧国北朝鮮の実体!』三笠書房〈知的生きかた文庫〉、2007年11月。ISBN 978-4-8379-7673-8。 - 年表あり。
  - 『「今の韓国・北朝鮮」がわかる本』（最新版）三笠書房〈知的生きかた文庫 し37-3〉、2011年6月。ISBN 978-4-8379-7943-2。 - 年表・索引あり。
- 『韓国の品格』三笠書房、2008年5月。ISBN 978-4-8379-2272-8。 - 年表あり。
- 『金正日の正体』講談社〈講談社現代新書〉、2008年8月。ISBN 978-4-06-287953-8。 - 年表あり。
- 『金正日の後継者』ベストセラーズ〈ベスト新書 232〉、2009年6月。ISBN 978-4-584-12232-7。 - 並列シリーズ名：Best shinsho。
- 『「金正日（キムジョンイル）」後の北朝鮮』三笠書房〈知的生きかた文庫 し37-2〉、2009年11月。ISBN 978-4-8379-7825-1。 - 索引あり。
- 『なるほどよくわかる北朝鮮の真実　国際問題としての朝鮮問題』日本文芸社、2011年8月。ISBN 978-4-537-25860-8。 - 著作目録あり。
- 『金正恩　謎だらけの指導者』ベストセラーズ〈ベスト新書 ＝ BEST SHINSHO 366〉、2012年2月。ISBN 978-4-584-12366-9。
- 『金正恩が消える日』朝日新聞出版〈朝日新書 352〉、2012年6月。ISBN 978-4-02-273100-5。
- 『激動!!北朝鮮・韓国そして日本　歴史的必然と日本の選択』実業之日本社、2013年5月。ISBN 978-4-408-10994-7。 - 文献・年表あり。
- 『日韓友好の罪人たち　学問的試論のすすめ』風土デザイン研究所、2016年9月。ISBN 978-4-9905024-7-8
- 『日韓朝「虚言と幻想の帝国」の解放　戦後75年の朝鮮半島』秀和システム、2020年6月。ISBN 978-4-7980-6155-9
- 『絶望の文在寅、孤独の金正恩』ワニブックス・プラス新書、2021年7月。ISBN 978-4-8470-6186-8
- 『半島動乱　北朝鮮が仕掛ける12の有事シナリオ』ビジネス社、2022年11月。

### 共著
- 方燦栄 共著『北朝鮮崩壊せず　金正日を支える「変身」と「みなし」の理論』光文社〈カッパ・ブックス〉、1996年10月。ISBN 4-334-00574-8。
- 鈴木邦男、井上周八 共著『日本国民のための北朝鮮原論』デジタルハリウッド出版局、2000年6月。ISBN 4-925140-20-5。
- 長谷川慶太郎 共著『北朝鮮自壊　日米中が握る軍事独裁国家の命運』東洋経済新報社、2004年2月。ISBN 4-492-21141-1。
- 西岡力 ほか 著「12・22工作船追跡銃撃ドキュメント」、東京財団 編集・制作協力 編『北朝鮮問題を整理する5ファイル』自由国民社〈虎ノ門dojoブックス〉、2005年5月。ISBN 4-426-12113-2。 - 著者：小川和久・後藤光征・清水美和・西岡力・尹徳敏・重村智計。
- 富坂キリスト教センター 編「最近の北朝鮮の動向から」『北朝鮮の食糧危機とキリスト教』新幹社、2008年5月。ISBN 978-4-88400-072-1。
- 寺田貴 編「韓国・北朝鮮研究」『アジア学のすすめ』 第1巻、弘文堂〈早稲田大学アジア研究機構叢書〉、2010年6月。ISBN 978-4-335-50111-1。 - 索引あり。
- 日韓歴史共同研究委員会 編「日韓相互orientalismの克服」『日韓歴史共同研究報告書』 第2期 教科書小グループ篇、日韓歴史共同研究委員会、2010年3月。 - 文献あり。
- 早稲田大学アジア研究機構 編「アジアにおける原発問題」『3・11後の日本とアジア　震災から見えてきたもの』めこん、2012年3月。ISBN 978-4-8396-0257-4。 - 述：小口彦太ほか。
- 猪口孝 ほか編著「北朝鮮の王朝社会主義」『環日本海国際政治経済論』ミネルヴァ書房、2013年10月。ISBN 978-4-623-06657-5。 - 索引あり。編著者：猪口孝・袴田茂樹・鈴木隆・浅羽祐樹。

### 監修
- 『摩訶不思議の国　北朝鮮ってどんな国?』重村智計 監修、PHP研究所、2003年5月。ISBN 4-569-62658-0。 - 文献あり。

### 訳書
- 崔仁浩 著、重村智計・古野喜政 訳『ソウルの華麗な憂鬱』国書刊行会、1977年1月。ISBN 4-336-02428-6。